# ペルッティ・カルピネン
ペルッティ・カルピネン（Pertti Johannes Karppinen、1953年2月17日 - ）は、1976年モントリオールオリンピックから、モスクワ、ロサンゼルスとボート競技（ローイング競技）のシングルスカルで3大会連続金メダルを獲得したフィンランドの選手である。トゥルク・ポリ州南西スオミ県出身。
カルピネンは、世界ボート選手権においても、1979年、1985年と2度世界チャンピオンに輝いている。また屋内ボート競技でも1度世界記録を樹立している。
カルピネンは、序盤、スピードを抑えて、後半にスプリントを爆発させるというレーススタイルを得意とした。序盤に相手から数艇身離されても、ゴール直前で抜き去るというレースがよく見られた。
カルピネンと同時代のライバルに、西ドイツのペーター＝ミヒャエル・コルベがいた。カルピネンとコルベは何度も激戦を繰り広げたライバルであった。コルベがオリンピックと世界選手権で獲得したメダルはカルピネンよりも多かったが、コルベは一度もオリンピックで金メダルを手にすることができなかった。1976年モントリオールと1984年ロサンゼルス大会では、コルベが終始レースをリードしていたにもかかわらず、ともにゴール直前数メートルのところでカルピネンに追い抜かれ銀メダルに終わった。（1980年モスクワオリンピックには、コルベは西ドイツがオリンピックをボイコットしたため出場していない。）
カルピネンは1988年ソウルオリンピックに出場。しかし、決勝に進むことができず、順位決定戦で7位に終わった。一方でコルベは決勝に進出し、3個目の銀メダルを獲得している。カルピネンは、1992年バルセロナオリンピックにも出場。10位に終わり、彼の最後のオリンピックは終わった。

## 実績

### オリンピック
- シングルスカル
  - 金メダル　1976年モントリオールオリンピック
  - 金メダル　1980年モスクワオリンピック
  - 金メダル　1984年ロサンゼルスオリンピック
  - 7位　1988年ソウルオリンピック
  - 10位　1992年バルセロナオリンピック

### 世界ボート選手権
- シングルスカル
  - 金メダル　1977、1986年、
  - 銀メダル　1979、1985年、
  - 銅メダル　1987年
  - 10位　1990年
- ダブルスカル
  - 銀メダル　1981年、
- 8位　1991年